# Josué Albert
Josué Albert (Colombes, 21 gennaio 1992) è un calciatore francese, difensore del C' Chartres.

## Carriera

### Club
Ha giocato tra la massima serie e la quinta divisione francese.

### Nazionale
Nel 2016 ha esordito con la nazionale della Guyana francese.

## Statistiche

### Cronologia presenze e reti in nazionale
| Cronologia completa delle presenze e delle reti in nazionale ― Guyana francese | Cronologia completa delle presenze e delle reti in nazionale ― Guyana francese | Cronologia completa delle presenze e delle reti in nazionale ― Guyana francese | Cronologia completa delle presenze e delle reti in nazionale ― Guyana francese | Cronologia completa delle presenze e delle reti in nazionale ― Guyana francese | Cronologia completa delle presenze e delle reti in nazionale ― Guyana francese | Cronologia completa delle presenze e delle reti in nazionale ― Guyana francese | Cronologia completa delle presenze e delle reti in nazionale ― Guyana francese |
| Data                                                                           | Città                                                                          | In casa                                                                        | Risultato                                                                      | Ospiti                                                                         | Competizione                                                                   | Reti                                                                           | Note                                                                           |
| ------------------------------------------------------------------------------ | ------------------------------------------------------------------------------ | ------------------------------------------------------------------------------ | ------------------------------------------------------------------------------ | ------------------------------------------------------------------------------ | ------------------------------------------------------------------------------ | ------------------------------------------------------------------------------ | ------------------------------------------------------------------------------ |
| 26-3-2016                                                                      | Devonshire                                                                     | Bermuda                                                                        | 2 – 1                                                                          | Guyana francese                                                                | Qual. Coppa dei Caraibi 2017                                                   | -                                                                              | 16’                                                                            |
| 24-3-2019                                                                      | Vancouver                                                                      | Canada                                                                         | 4 – 1                                                                          | Guyana francese                                                                | CONCACAF Nations League 2019-2020 - Qualificazioni                             | -                                                                              |                                                                                |
| 14-11-2019                                                                     | Belmopan                                                                       | Belize                                                                         | 2 – 0                                                                          | Guyana francese                                                                | CONCACAF Nations League 2019-2020 - Fase a gironi                              | -                                                                              |                                                                                |
| 17-11-2019                                                                     | Rémire-Montjoly                                                                | Guyana francese                                                                | 3 – 1                                                                          | Saint Kitts e Nevis                                                            | CONCACAF Nations League 2019-2020 - Fase a gironi                              | -                                                                              | 49’                                                                            |
| Totale                                                                         |                                                                                | Presenze                                                                       | 4                                                                              |                                                                                | Reti                                                                           | 0                                                                              |                                                                                |